# Trust Company
Trust Company est un groupe de metal alternatif américain, originaire de Prattville (Alabama).

## Biographie

### Débuts (1997–2002)
Formé en 1997, Trust Company est alors composé de Kevin Palmer et de Jason Singleton, qui est brièvement le batteur dans Ed Kemper Trio. Initialement appelé 41 Down, le groupe recrute ensuite Josh Moates puis James Fukai. Plus tard, il réalisera un album et signera un label avec Geffen Records. Et finalement, le groupe changera de nom en choisissant Trust Company au lieu de 41 Down, pour ne pas se confondre avec le groupe canadien Sum 41.
Le 23 juillet 2002, le groupe publie son premier album, The Lonely Position of Neutral. L'album est reconnu notamment pour le titre Downfall, que MTV2 diffuse pendant longtemps. Plus tard, Downfall est entrée dans le Billboard Hot 100 des singles. Un deuxième single intitulé Running from Me suit mais avec moins de succès. The Lonely Position est certifié disque d'or par le RIAA, puis le groupe effectue des tournées avec des groupes tels que Thirty Seconds to Mars ainsi que Papa Roach. Ils sont également partis avec Disturbed et Korn dans le cadre de la Pop Sux Tour en 2002.

### True Parallelset pause (2003–2006)
Trust Company devait jouer à l'Ozzfest en 2003, mais le groupe a dû annuler l'évènement car le deuxième album, True Parallels devait être travaillé à ce moment-là. La publication de l'album se fait finalement le 22 mars 2005 avec 8 à 10 mois de retard. Quelques mois avant sa réalisation, le bassiste Josh Moates quitte le groupe, et est remplacé par Warren Walker. Malgré le peu de promotion venant de leur label, l'album est entré au Billboard 200 des singles en étant placé 32e, tout en continuant à vendre plus de 200 000 exemplaires. Le premier et le seul single de l'album, Stronger, est diffusé sur la radio rock Mainstream. Sur le site du groupe, le batteur Jason Singleton déclare qu'il aurai put y avoir un deuxième single qui s'appellerait The War is Over[réf. nécessaire].

### Réunion (depuis 2007)
Le 11 août 2007, les quatre membres originaux du groupe - Palmer, Moates, Singleton, et Fukai - annoncent leur reformation, deux concerts spécial réunion à Montgomery, en Alabama, ainsi qu'un nouvel album pour 2008. Le 18 mars 2008, le groupe poste deux chansons intitulées Waking Up et Stumbling sur leur page MySpace. Josh Moates quitte le groupe, et est remplacé par le bassiste Eric Salter. Eric Salter quitte le groupe en 2009, et est remplacé par Wes Cobb.
Trust Company effectue une brève tournée américaine à la fin de 2010 en soutien à son nouveau single, Heart in My Hands, issu de son troisième album, Dreaming in Black and White, qui est publié le 8 mars 2011,,. Le single-titre est publié sur iTunes le 5 octobre 2010. À la fin d'octobre 2010, le groupe finit le clip de sa chanson Heart in My Hands, qui est diffusé sur Vevo en décembre 2010. Le groupe annonce plus tard un quatrième album.

## Membres

### Membres actuels
- Kevin Palmer – chant (1997–2005, depuis 2007)
- James Fukai – guitare électrique (1998–2005, depuis 2007)
- Jason Singleton – batterie (1997–2005, depuis 2007)
- Eric Salter – basse (depuis 2008)

### Anciens membres
- Walker Warren – basse (2004–2005)
- Josh Moates - basse (1997–2004, 2007–2008)

## Discographie

### Albums studio
- 2002 : The Lonely Position of Neutral
- 2005 : True Parallels
- 2011 : Dreaming in Black and White

### Singles
| Date | Chansons        | US Hot 100 | U.S. Modern Rock | U.S. Mainstream Rock | Albums                         |
| ---- | --------------- | ---------- | ---------------- | -------------------- | ------------------------------ |
| 2002 | Downfall        | 91         | 6                | 6                    | The Lonely Position of Neutral |
| 2002 | Running from Me | -          | 22               | 24                   | The Lonely Position of Neutral |
| 2003 | The Fear        | -          | -                | -                    | The Lonely Position of Neutral |
| 2005 | Stronger        | -          | 20               | 22                   | True Parallels                 |
| 2006 | Erased          | -          | -                | -                    | True Parallels                 |

### Autres apparitions
- 2002 : 
  - Downfall – WWE Vengeance 2002
  - Downfall - BMX XXX
  - Falling Apart – WWE Royal Rumble (2003)
- 2003 : Figure 8, Deeper into You – Project Gotham Racing 2
- 2003 : Downfall – Disney's Extreme Skate Adventure
- 2003 : Hover (Quiet Mix) – Underworld
- 2004 : Take it All – Breakdown
- 2004 : Surfacing – MVP Baseball 2004
- 2004 : Downfall - MX Unleashed
- 2005 : Stronger – MX vs. ATV Unleashed
- 2005 : Stronger – WWE Backlash 2005
- 2005 : Figure 8 - GOMTV MBCGame StarLeague Season 4
- 2008 : Downfall - DSF Monday Night Strike